# Joshua Citarella
Joshua Citarella es un artista y streamer de Twitch de Nueva York que estudia la política de las comunidades en línea.

## Temprana edad y educación
Joshua Citarella asistió a la Escuela de Artes Visuales de Nueva York, donde aprendió tanto fotografía tradicional de cuarto oscuro como técnicas digitales mientras la escuela cambiaba su enfoque de la primera a la segunda.Citarella ha desarrollado diversas técnicas de trabajo con tecnologías digitales y de inteligencia artificial a partir de sus conocimientos de fotografía. 

## Trabajar
Después de graduarse, Citarella colaboró con un colectivo de artistas que se centró en la cultura digital y la publicidad. Su trabajo continuo con Brad Troemel comenzó en este momento con The Jogging.  The Jogging comenzó en 2009 como un blog de Tumblr en el que se publicaron miles de imágenes extrañas. 
En 2017, Citarella continuó su colaboración con Troemel, trabajando con él en una tienda de arte de Etsy llamada Ultra Violet Production House. En enero de 2017, los dos habían puesto a la venta setenta y ocho obras de arte, la mayoría de ellas hechas con objetos cotidianos de una manera que desarrollaba una sensación de absurdo. Por ejemplo, los artículos puestos a la venta incluían un sofá cubierto con parches de bandas de hardcore-punk y un banco construido con dos computadoras Apple rematadas con una tabla de madera. 
En 2013, Citarella debutó con una serie de cinco naturalezas muertas cromogénicas en Higher Pictures. Estas impresiones incluían Cuerpo ungido con nitroglicerina espera transfiguración, que representa a una "mujer desnuda reclinada, parcialmente cubierta de plata, con pequeñas motas de piel y pintura flotando a su alrededor”, con algo de nitroglicerina manchando el marco. Andrew Russeth de The Observer describe el trabajo como que muestra “detalles exigentes” que infunden en los espectadores una “incomodidad [que]… es también una señal de que el Sr. Citarella está estrechamente en sintonía con las intrincadas trampas de la producción de imágenes actual”. 
Citarella presentó en ese Armory Show su tríptico NADAR dentro de unos años. Representa su visión de un futuro anarcocapitalista en Estados Unidos. Al escribir para Artsy, Scott Indrisek señala que la pieza muestra "una astuta combinación de fotografía analógica y engaño digital, con muchas imágenes tomadas de Internet… [tiene] la astucia de un catálogo distópico de IKEA⁣".
En 2017, Citarella se mantenía con diversos trabajos independientes y temporales, incluida la edición de fotografías comerciales y la fotografía de galerías para galerías de Nueva York. Citarella ha reelaborado aspectos de su trabajo independiente en sus propias obras de arte.
Citarella escribió el libro Politigram & the Post-Left, publicado en 2018, cuya versión breve está disponible en su sitio web. El libro es un proyecto de investigación que cubre cuentas políticas esotéricas en Instagram colectivamente dentro de la comunidad "Politigram” (abreviatura de “Political Instagram”). La versión corta contiene capturas de pantalla de memes y perfiles de la plataforma. La versión larga, además, “incluye feedback, entrevistas, conversaciones y datos censales enviados por los propios usuarios”. “Estaba disponible en una librería en el East Village de Nueva York. En algún momento, a mediados de octubre, un usuario de Politigram visitó la tienda y compró el libro".
En 2019, Citarella trabajó como docente adjunto en la Escuela de Artes Visuales. Su otro libro, de 2020, se llama 20 entrevistas y, como sugiere el título, es una colección de entrevistas de usuarios de Politigram.
A partir de 2020, los principales proyectos de Citarella son un podcast y una cuenta de Twitch, los cuales utiliza para discutir eventos actuales, subculturas de Politigram y estudios sobre las formas en que las redes sociales afectan la radicalización social de la juventud en plataformas digitales. Sus syllabus son particularmente relevantes para entrar en lo que es la cultura de internet en los 2020s.